# Ponga (Burkina Faso)
Pour les articles homonymes, voir Ponga.
Ponga est une commune rurale située dans le département de Zonsé de la province du Boulgou dans la région Centre-Est au Burkina Faso.